# Heinrich Isaac
Heinrich Isaac (italienisch Arrigo il Tedesco genannt; * um 1450 in Flandern, vielleicht in der Nähe von Brügge; † 26. März 1517 in Florenz) war ein franko-flämischer Komponist und Sänger der Renaissance.

## Leben und Wirken
Heinrich Isaacs Vater († Februar 1489) war ein nicht näher bekannter Hugo Isaac; der Sohn nannte ihn „Hugo von Flandern“. Das frühe Leben Heinrich Isaacs, seine musikalische Ausbildung und die möglichen Lehrer sind nicht bekannt. Die Ausbildung muss vorzüglich gewesen sein und war auf Grund der Datierung eines frühen Manuskripts mit drei Motetten in den Jahren vor 1476 bereits abgeschlossen. Wo Isaac vor 1484 wirkte, ist nicht überliefert. Der früheste sichere Nachweis ist der Beleg einer Zahlung vom 15. September 1484 an einen „Hainrichen ysaac Componisten“ am Innsbrucker Hof von Herzog Sigismund dem Münzreichen von Tirol, wo auch Paul Hofhaimer wirkte. Isaac reiste danach weiter nach Florenz, da er von Lorenzo de’ Medici für die dortige Sängergruppe cantori di San Giovanni angeworben worden war. Diese hatte am Dom Santa Maria del Fiore, am Baptisterium und an der Kirche Santissima Annunziata den Figuralgesang zu versehen; Isaacs Name erscheint dementsprechend ab 1. Juli 1485 in den dortigen Zahlungsbelegen, für SS Annunziata ab 1. Oktober 1486. Eine enge Beziehung zu der Familie Medici ist anzunehmen, da Lorenzo dem Komponisten seine Ehefrau Bartolomea Bello (* 16. Mai 1464) vermittelte, die Medici-Kinder sehr wahrscheinlich von Isaac Musikunterricht bekamen und Isaac Karnevals-Gedichte Lorenzos vertont hat. In späteren Jahren bemühte sich Lorenzos Sohn Giovanni, dann als Papst Leo X., um Isaacs Altersversorgung in Florenz. Isaac wohnte im San-Lorenzo-Viertel, wo auch der Medici-Palast stand. Vom 1. Oktober 1491 bis 30. April 1492 waren die Komponisten Alexander Agricola, Johannes Ghiselin und der Sänger Charles de Launoy Kollegen von Heinrich Isaac.
Zum plötzlichen Tod seines Dienstherrn am 8. April 1492 verfasste Isaac die Trauermotetten Quis dabit capiti meo aquam? und Quis dabit pacem populo? Lorenzos Sohn und Nachfolger Piero begab sich im September desselben Jahres mit Gefolge nach Rom, wo die Krönung von Alexander VI. zum Papst erwartet wurde; es gibt hierzu Belege über Kleidergeld zu dieser Reise für Isaac und die anderen Komponisten. Ende Oktober 1492 war Isaac wieder nach Florenz zurückgekehrt. Infolge des Niedergangs der florentinischen Wirtschaft und der von Girolamo Savonarola ausgelösten Unruhen wurde die Sängergruppe cantori di San Giovanni am 1. April 1493 aufgelöst. Isaac trat in private Dienste von Piero de’ Medici, bis die Medici im November 1494 aus Florenz vertrieben wurden und Isaac seinen Dienstherrn verlor.
Zwei notarielle Vorgänge über die Abwicklung verschiedener Verbindlichkeiten zeigen, dass Isaac seine Abreise aus Florenz vorbereitete. Er suchte eine neue Wirkungsstätte und wandte sich zunächst einem Dokument vom 13. November 1496 zufolge nach Pisa. Dort machte der römisch-deutsche König und spätere Kaiser Maximilian I. (Regierungszeit 1493–1519) Station; ihm musste im Hinblick auf die eigene Hofkapelle ein „niederländischer“ Musiker von solchem Format äußerst willkommen sein.
Maximilian verfügte die Auflösung seiner Kapellen in Augsburg und anderswo und fasste die besten Kräfte in Wien zusammen; im November 1496 sandte er „cantor Isaac“ mit Ehefrau aus Italien nach Wien. Am 3. April 1497 unterschrieb Isaac in Innsbruck sein Dienstgelöbnis und war damit als „Componist und diener“ beim habsburgischen Hof angestellt. Er unterhielt dennoch gute Beziehungen nach Florenz, was sich aus der Gegenleistung des dortigen Spitals Santa Maria Nuova vom 25. September 1499 für die Einzahlung gewisser Geldbeträge in Form von alljährlichen Naturallieferungen ergibt. Spätestens ab 1. Februar 1500 folgte Isaac seinem Dienstherrn fast zwei Jahre lang auf dessen Reisen; so gibt es nachweislich am 15. April und 8. September 1500 Aufenthalte in Augsburg, am 7. November 1500 in Nürnberg, am 20. März 1501 in Wels und am 10. November 1501 wieder in Nürnberg, außerdem einen Aufenthalt im Kloster Neustift bei Brixen, wo er etwa 1506 oder kurz danach als Mitglied der dortigen Laienbruderschaft aufgenommen wurde.
Von 1502 bis 1506 lebte Isaac wieder überwiegend in Florenz, wo er 1502 und 1504 an das schon genannte Spital Santa Maria Nuova Einzahlungen für eine eigene Rente und für seine Ehefrau machte. Am 15. August 1502 bestimmte er in seinem ersten Testament, hinterlegt in der Kirche Santa Maria dei Servi, dass man ihn in dieser Kirche begraben möge, und setzte seine Ehefrau als Alleinerbin ein. Er wirkte auch als Treuhänder für seine verwitwete Schwägerin Margherita, verheiratet gewesen mit dem Sänger Charles de Launoy, anlässlich ihrer Wiederverheiratung und übernahm die Versorgung von Maria de Launoy, Margheritas Tochter. Bekannt geworden sind auch Isaacs Aufenthalte in Ferrara 1502, wo der musikbegeisterte Herzog Ercole I. d’Este einen Nachfolger für die Leitung seiner Hofkapelle suchte und eine Anstellung entweder von Isaac oder von Josquin Desprez erwogen wurde. Hierzu schrieb der Beauftragte Gian de Artiganova an Herzog Ercole am 2. September 1502:
„Ich muss Euer Gnaden mitteilen, dass Isaac der Sänger in Ferrara gewesen ist und eine Motette über eine ‚La mi la sol la sol la mi‘ betitelte Fantasie geschrieben hat; diese ist sehr gut, und er schrieb sie in zwei Tagen. Daraus kann man nur schließen, dass er sehr schnell in der Kunst der Komposition ist; im übrigen ist er gutartig und umgänglich. … er hat sich die Zeit von einem Monat für die Antwort ausbedungen, ob er dienen will oder nicht. Wir haben … ihm 10 Dukaten pro Monat versprochen … Mir scheint er gut geeignet, Euer Gnaden zu dienen, besser als Josquin, weil er zu seinen Musikern von liebenswürdigerem Wesen ist und öfter neue Werke komponieren will. Dass Josquin besser komponiert, ist richtig, aber er komponiert, wenn er es will und nicht, wenn man es von ihm erwartet, und er verlangt 200 Dukaten als Lohn während Isaac für 120 kommen will …“
Letztlich erhielt Josquin diese Anstellung. Im September 1503 kam es zu dem bemerkenswerten Besuch der „Konkurrenz-Hofkapelle“ Philipps des Schönen aus Burgund in Innsbruck; zu diesem repräsentativen Anlass schrieb Isaac die sechsstimmige Messe Virgo prudentissima. Außerdem benennt eine Notiz in der Orgeltabulatur von Fridolin Sicher einen Besuch des Komponisten in Konstanz vor dem Jahr 1505, wo er auf Bitten des Konstanzer Organisten Martin Vogelmaier die Motette Sub praesidium geschrieben hat; Vogelmaier verunglückte im Juni 1505 tödlich. Einer der Höhepunkte der Karriere von Heinrich Isaac war der vom April bis Juli 1507 abgehaltene Reichstag in Konstanz; hierfür komponierte er die Motetten Sancti Spiritus assit, Imperii proceres und die sechsstimmige Motette Virgo prudentissima, welche vermutlich am 15. August 1508 erklungen ist. Auch die Kaiserkrönung Maximilians im Februar 1508 in Trient war ein solcher Höhepunkt. Auf Bitten des Rektors der Kaiserlichen Kapelle, Georg Slatkonia, beschloss das Domkapitel des Konstanzer Münsters am 14. April 1508, Isaac mit der Komposition von Messpropria der Hauptfeste zu beauftragen, welcher diesen Auftrag annahm. Im Mai 1509 war der Auftrag wohl zum größten Teil erfüllt, wonach das Konstanzer Kapitel am 29. November 1509 die Honorierung des gelieferten Werks beschloss. Isaacs Schüler Ludwig Senfl gab diese Kompositionen 1550/1555 im zweiten Band seiner Sammlung Choralis Constantinus heraus.
Die Hofhaltung Kaiser Maximilians beschloss am 25. Mai 1510, dem Komponisten Landgüter im Val Policella in der Nähe von Verona zu verleihen, deren Einkünfte offenbar Isaacs Gehalt ersetzen sollten. Spätestens ab Ende 1511 lebte er wieder in Florenz, verkaufte dort am 4. Januar 1512 sein Haus in der Via dell’Ariento und kaufte sich ein anderes in der Via del Cocomero (heute Via Ricasoli) im Quartier San-Marco. Am habsburgischen Hof hielt man diese Wohnsitzverlegung nach Italien für nützlich, vielleicht aus diplomatischen Gründen. Am 1. September 1512 übernahmen die Medicis wieder die Herrschaft in Florenz. In diese Spätzeit Isaacs fällt die Komposition großer Staatsmotetten sowie die zweite und dritte Fassung seines Testaments (24. November 1512 und 4. Dezember 1516). Möglicherweise trug er sich auch mit dem Gedanken, Florenz für einige Zeit zu verlassen, weil er am 16. November 1512 den Kleriker Andrea Pasquini zu seinem Bevollmächtigten (procurator) einsetzte. Am 13. März 1513 wurde Kardinal Giovanni de’ Medici, Sohn von Lorenzo Magnifico, als Leo X. zum Papst gewählt. Isaac gratulierte ihm mit der Motette Optime divino date munere pastor, komponiert vielleicht für den Besuch des habsburgischen Gesandten Matthäus Lang in Rom 1513/1514. Obwohl er 1514 noch neuer und gut bezahlter „prepositus Capelle cantus figuralis“ geworden war und obwohl die habsburgische Hofhaltung, nach vorübergehender Aussetzung der Bezüge, ab 27. Januar 1515 deren Weiterzahlung anordnete, gab es mehrfache Bemühungen der römischen Kurie, offenbar durch Leo X. veranlasst, von Lorenzo de’ Medici dem Jüngeren eine zusätzliche Pension für den in früheren Jahren treuen Diener Heinrich Isaac zu bewirken – mit Erfolg.
Papst Leo X. besuchte Florenz vom 30. November 1515 bis 19. Februar 1516; aus diesem Anlass wurde in dieser Zeit an San Lorenzo täglich polyphone Messen gesungen, wobei Isaac an der musikalischen Ausgestaltung des Besuchs beteiligt war; es ist nicht überliefert, was im Einzelnen aufgeführt wurde. Der Komponist erkrankte im Herbst 1516, setzte im Dezember sein drittes Testament auf und starb am 26. März 1517. Am folgenden Tag wurde er beigesetzt, und auf Bitten seiner kinderlosen Witwe Bartolomea wurde eine Messe aufgeführt. Isaacs Witwe machte ihr Testament am 3. Februar 1521, wobei ihre jüngere Schwester Antonia und ihre Nichte Maria als Erben eingesetzt wurden, und starb am 30. Mai 1534.

## Bedeutung
Heinrich Isaac wurde von dem Schweizer Humanisten und Musiktheoretiker Heinrich Glarean (1488–1563) in der Mitte des 16. Jahrhunderts, zusammen mit Josquin Desprez, Jacob Obrecht und Pierre de la Rue, zur Gruppe jener Tonsetzer gerechnet, die eine musikalische „ars perfecta“ vertreten. Isaac galt in Italien bereits vor 1500, nördlich der Alpen kurz danach als ein wahrhaft berühmter, äußerst fruchtbarer und bewunderter Komponist. Dieser Ruhm und der Umfang seines Gesamtwerks haben sich offenbar ganz direkt auf die Überlieferung seiner Werke und die Summe ihrer bis heute erhaltenen Quellen ausgewirkt, obwohl nach dem 16. Jahrhundert hier mit Sicherheit viele Verluste eingetreten sind. Der überlieferte Bestand an Quellen kann, im Vergleich mit anderen Komponisten seiner Zeit, geradezu monumental genannt werden.
Isaacs Werk an komponierten Messordinarien ist ungewöhnlich umfangreich und übertrifft mit ihren 35 erhaltenen und derzeit für echt gehaltenen Messzyklen sowie 15 einzelnen Messsätzen das Messenwerk aller Zeitgenossen, womit es auch im eigenen Gesamtwerk eine weit herausragende Stellung einnimmt. Seine Messen gehören etwa zu gleich großen Teilen bis etwa 1505 zum Typ der Messe nach ein- und mehrstimmigen Fremdvorlagen und etwa ab 1496/97 zum Typ der alternierenden Messe nach eigenen Vorlagen, also Ordinariumsmelodien auf der Basis des Chorals. Der Komponist durchdringt alle entsprechenden Werke mit einer technischen Virtuosität und kontrapunktischen Qualität, die ihm beinahe in beliebigem Ausmaß zur Verfügung steht. Er besaß auch die Fähigkeit, eine repräsentative Wirkung durch eine große und wechselnde Stimmenzahl sowie durch eine Gliederung des Ganzen in aufeinander bezogene Teile zu erreichen. In seinem Motettenschaffen sind seine „Staatsmotetten“ von besonderem Gewicht, so die Motetten zum Reichstag von Konstanz 1507 und zur Papstkrönung von Leo X. 1513.
Isaacs Lebenslauf weicht von den meisten seiner franko-flämischen Vorgänger und Zeitgenossen insofern augenfällig ab, als er nicht nach einer italienischen Lebensphase in die Region seiner Herkunft zurückkehrte, sondern nach einem langen deutschsprachigen Zwischenspiel bei den Habsburgern schließlich bis zu seinem Lebensende in Italien bleibt. So ist erkennbar, dass Isaacs große Zahl choralgespeister Ordinariums- und Propriumszyklen sich teilweise eng an deutsche Traditionen anlehnen, mit dem Unterschied, dass sie mit souveräner Satztechnik, mit Raffinesse und großem musikalischen Geist erfüllt sind. Die oft gerühmte Fähigkeit und Bereitschaft Isaacs, sich von Fremdem anregen zu lassen und darauf einzugehen, findet ihren eindrucksvollen Niederschlag in dem Nebeneinander von Stilmitteln franko-flämischer und deutscher Prägung. Dies beweist sich auch in der Leichtigkeit der Übernahme von Formen des deutschen Liedes. Als Folge von Isaacs Verschmelzung franko-flämischer und deutscher Stilmittel wird im deutschen Sprachraum ein musikalisch-fortschrittlicher Anschluss an die große europäische Strömung der franko-flämischen Musik herbeigeführt, auch durch seine Schüler Ludwig Senfl, Balthasar Resinarius und Petrus Tritonius.

## Werke
Gesamtausgabe: Henrici Isaac Opera omnia, herausgegeben von E. L. Lerner, Neuhausen-Stuttgart 1974–1998 (= Corpus mensurabilis musicae LXV/1–8)
- Messen, Alternatim-Messen und Messen-Sätze
  - Missa „Argentum et aurum“ zu vier Stimmen
  - Missa „Chargé de deul“ zu vier Stimmen (vor 1485)
  - Missa „Comme femme desconfortée“ zu vier Stimmen
  - Missa „Coment poit avoir joie“ („Wohlauff gut Gsell von hinnen“) zu vier Stimmen
  - Missa „Coment poit avoir joie“ („Wohlauff, gut Gsell von hinnen“) zu sechs Stimmen
  - Missa de Apostolis (Magne Deus) zu vier Stimmen
  - Missa de Apostolis zu fünf Stimmen
  - Missa de Apostolis zu vier Stimmen
  - Missa de beata virgine zu vier Stimmen
  - Missa de beata virgine (I) zu fünf Stimmen
  - Missa de beate virgine (II) zu fünf Stimmen
  - Missa de beate virgine zu sechs Stimmen
  - Missa de confessoribus zu vier Stimmen
  - Missa de confessoribus zu fünf Stimmen
  - Missa de martyribus zu vier Stimmen
  - Missa de martyribus zu fünf Stimmen
  - Missa de virginibus zu fünf Stimmen
  - Missa „Een vrolic wesenn“ zu vier Stimmen
  - Missa „Et trop penser“ zu vier Stimmen
  - Missa ferialis zu vier Stimmen (nur Kyrie, Sanctus u. Agnus Dei)
  - Missa „La mi la sol / O Praeclara“ zu vier Stimmen
  - Missa „La Spagna“ zu vier Stimmen (de Bassadanze, Castila)
  - Missa „Misericordias Domini“ zu vier Stimmen
  - Missa paschalis zu vier Stimmen
  - Missa paschalis ad organum zu vier Stimmen
  - Missa paschalis zu fünf Stimmen
  - Missa paschalis zu sechs Stimmen
  - Missa „Quant j’ay au cueur“ zu vier Stimmen
  - Missa „Salva nos“ zu vier Stimmen
  - Missa solemnis zu vier Stimmen
  - Missa solemnis zu fünf Stimmen
  - Missa solemnis zu sechs Stimmen
  - Missa „T’meiskin was jonck“ zu vier Stimmen
  - Missa „Une Musque de Biscaye“ zu vier Stimmen
  - Missa „Virgo prudentissima“ zu sechs Stimmen
  - Gloria zu vier Stimmen
  - 13 selbständige Credo-Sätze zu je vier Stimmen
  - Sanctus „Fortuna desperata“ zu vier Stimmen
- Messproprien (durchweg zu vier Stimmen)
  - Propriumszyklen nach Choralis Constantinus, Band 1, Nürnberg 1550
    - „Asperges me / Domine hysopo“
    - De Sanctissima Trinitate (vier Teile: Introitus, Alleluja, Sequenz und Communio)
    - Dominica I. post Pentecosten (drei Teile: Introitus, Alleluja und Communio; so auch alle folgenden mit drei Teilen)
    - Dominica II. post Pentecosten (drei Teile)
    - Dominica III. post Pentecosten (drei Teile)
    - Dominica IV. post Pentecosten (drei Teile)
    - Dominica V. post Pentecosten (drei Teile)
    - Dominica VI. post Pentecosten (drei Teile)
    - Dominica VII. post Pentecosten (drei Teile)
    - Dominica VIII. post Pentecosten (drei Teile)
    - Dominica IX. post Pentecosten (drei Teile)
    - Dominica X. post Pentecosten (drei Teile)
    - Dominica XI. post Pentecosten (drei Teile)
    - Dominica XII. post Pentecosten (drei Teile)
    - Dominica XIII. post Pentecosten (drei Teile)
    - Dominica XIV. post Pentecosten (drei Teile)
    - Dominica XV. post Pentecosten (drei Teile)
    - Dominica XVI. post Pentecosten (drei Teile)
    - Dominica XVII. post Pentecosten (drei Teile)
    - Dominica XVIII. post Pentecosten (drei Teile)
    - Dominica XIX. post Pentecosten (drei Teile)
    - Dominica XX. post Pentecosten (drei Teile)
    - Dominica XXI. post Pentecosten (drei Teile)
    - Dominica XXII. post Pentecosten (drei Teile)
    - Dominica XXIII. post Pentecosten (drei Teile)
    - Dominica I. Adventus (drei Teile)
    - Dominica II. Adventus (drei Teile)
    - Dominica III. Adventus (drei Teile)
    - Dominica IV. Adventus (drei Teile)
    - Dominica infra octavam Epiphaniae (drei Teile)
    - Dominica I. post octavam Epiphaniae (drei Teile)
    - Dominica II. post octavam Epiphaniae (drei Teile)
    - Dominica in Septuagesima (drei Teile)
    - Dominica in Sexagesima (drei Teile)
    - Dominica in Quinquagesima (drei Teile)
    - In die cinerum (Aschermittwoch) (drei Teile)
    - Dominica Invocavit (drei Teile)
    - Dominica Reminiscere (drei Teile)
    - Dominica Oculi (drei Teile)
    - Dominica Laetare (drei Teile)
    - Dominica Judica (drei Teile)
    - Dominica Palmarum (drei Teile)
    - Dominica Quasimodo geniti (Introitus, Communio)
    - Dominica Misericordia Domini (drei Teile)
    - Dominica Jubilate (drei Teile)
    - Dominica Cantate (Introitus, Communio)
    - Dominica Vocem iucundidatis (drei Teile)
    - Dominica Exaudi (Introitus, Communio)

  - Propriumszyklen nach Choralis Constantinus, Band 2, Nürnberg 1555
    - Nativitas Domini (vier Teile: Introitus, Alleluja, Sequenz, Communio; ebenso alle folgenden mit vier Teilen)
    - Circumcisio Domini (vier Teile)
    - Epiphania Domini (vier Teile)
    - Purificatio Mariae (vier Teile)
    - Annuntiatio Mariae (drei Teile)
    - Resurrectio Domini (fünf Teile)
    - Ascensio Domini (vier Teile)
    - Sancti Spiritus (vier Teile)
    - Corporis Christi (vier Teile)
    - Joannis Baptistae (vier Teile)
    - Joannis et Pauli (vier Teile)
    - Petri et Pauli (vier Teile)
    - Visitatio Mariae (vier Teile)
    - Mariae Magdalenae (vier Teile)
    - Assumptio Mariae (vier Teile)
    - Sancti Geberhardi (vier Teile)
    - Sancti Pelagii (vier Teile)
    - Nativitas Mariae (vier Teile)
    - Dedicatio templi (vier Teile)
    - De sancta cruce (vier Teile)
    - Omnium sanctorum (vier Teile)
    - Sancti Martini (vier Teile)
    - Praesentatio Mariae (vier Teile)
    - Sancti Conradi (vier Teile)
    - Conceptio Mariae (vier Teile)

  - Propriumszyklen nach Choralis Constantinus, Band 3, Nürnberg 1555
    - In vigilia unius apostoli (Introitus, Gradus, Alleluja, Sequenz, Communio)
    - Commune Apostolorum (Introitus, drei Alleluja, Sequenz, zwei Communios)
    - Commune martyrum (sieben Introiten, neun Allelujas, zwei Sequenzen, sieben Communios)
    - Commune unius martyris (sechs Introiten, vier Allelujas, zwei Sequenzen, fünf Communios)
    - Commune confessoris (vier Introiten, sechs Allelujas, zwei Sequenzen, drei Communios)
    - Commune virginum (vier Introiten, drei Allelujas, Sequenz, vier Communios)
    - Tractus (alle fünf Sätze)
    - Annuntiatio Mariae (Introitus, Alleluja, Sequenz)
    - De Sancta Maria, a Nativitate usque ad Purificationem (Introitus, Alleluja, Sequenz)
    - Commune festorum Beatae Mariae Virginis (Introitus, Alleluja, Sequenz, Communio)
    - Sanctorum apostolorum Philippi et Iacobi  (Introitus, Communio)
    - Inventio sanctae crucis (Introitus, Alleluja, Sequenz, Communio)
    - In vigilia Sancti Joannis Baptistae (Introitus)
    - Nativitas Sancti Joannis Baptistae (Introitus, Alleluja, Sequenz, Communio)
    - In vigilia sanctorum apostolorum Petri et Pauli (Introitus, Communio)
    - Sanctorum apostolorum Petri et Pauli (Introitus, Communio)
    - Commemoratio Sancti Pauli apostoli (Introitus, Communio)
    - Visitatio Beatae Mariae Virginis (Alleluja, Sequenz)
    - In divisione apostolorum (Sequenz)
    - Mariae Magdalenae paenitentis (Sequenz, Communio)
    - In vigilia Sancti Laurentii martyris (Introitus)
    - Sancti Laurentii martyris (Introitus, Alleluja, Sequenz)
    - Assumptio Beatae Mariae Virginis (Alleluja, Sequenz)
    - Nativitas Beatae Mariae Virginis (Alleluja, Sequenz)
    - In dedicatione Sancti Michaelis archangeli (Introitus, Alleluja, Sequenz, Communio)
    - Sanctarum Ursulae ac sociarum virginum et martyrum (Sequenz)

  - Weitere einzelne Propriumssätze
    - Sequenz „Agnus redemit oves“ zu sechs Stimmen
    - Tractus „Beatus vir qui timet“ zu vier Stimmen
    - Sequenz „Benedicta semper / Pater filius“ zu sechs Stimmen
    - Introitus „Benedicta / sit Sancta Trinitas“ zu vier Stimmen
    - Introitus „Benedicta / sit Sancta Trinitas“ zu sechs Stimmen
    - Sequenz „Botrus Cypri reflorescit“ zu vier Stimmen
    - Alleluja „Christus resurgens“ zu vier Stimmen
    - Introitus „Cibavit eos / ex adipe“ zu sechs Stimmen
    - Introitus „Ecce / advenit dominator“ zu sechs Stimmen
    - Tractus „Gaude Maria virgo“ zu vier Stimmen
    - Sequenz „Haec domus aulae coelestis“ zu fünf Stimmen
    - Alleluja „Hic est discipulus“ zu vier Stimmen
    - Communio „Laetabitur iustus / in Domino“ zu vier Stimmen
    - Alleluja „Laetabitur iustus in Domino“ zu vier Stimmen
    - Introitus „Loquebar / de testimoniis“ zu vier Stimmen
    - Sequenz „O Narcisse fons eloquio“ zu vier Stimmen
    - Communio „Pascha nostrum / immolatus est“ zu vier (?) Stimmen (Fragment)
    - Sequenz „Pater Filius Sanctis Spiritus“ zu sechs Stimmen
    - Introitus „Puer natus est nobis / et filius“ zu vier Stimmen
    - Sequenz „Quantum potes“ zu vier (?) Stimmen (Fragment)
    - Introitus „Resurrexit et adhuc / tecum sum“ zu sechs Stimmen
    - Introitus „Rorate / coeli desuper“ zu sechs Stimmen
    - Introitus „Salve / sancta parens“ zu sechs Stimmen
    - Sequenz „Sed nunc urbem Augustinam“ zu vier Stimmen
    - Sequenzteil „Sol occasum nesciens“ zu drei Stimmen
    - Introitus „Spiritus Domini / replevit orbem“ zu sechs Stimmen
    - Introitus „Suscepimus / Deus misericordiam“ zu sechs Stimmen
    - Sequenz „Tu eius amore“ zu vier Stimmen
    - Sequenz „Udalrici benedici Christi regis“ zu vier Stimmen
    - Sequenz „Venerantes hanc diem“ zu vier Stimmen
    - Alleluja „Venite ad me omnes“ zu vier Stimmen
    - Introitus „Venite / benedicti Patris mei“ zu vier Stimmen
    - Introitus „Viri Galilaei / quid admiramini“ zu vier Stimmen
    - Introitus „Viri Galilaei / quid admiramini“ zu sechs Stimmen
    - Introitus „Vultum tuum / deprecabuntur“ zu vier Stimmen
    - Introitus „Vultum tuum / deprecabuntur“ zu sechs Stimmen
- Motetten
  - „Accessit ad pedes Jesu“ zu vier Stimmen
  - „Alma redemptoris Mater“ zu vier Stimmen
  - „Angeli archangeli“ zu sechs Stimmen (= „O regina nobilissima)“
  - „Anima liquefacta est“ zu vier Stimmen
  - „Argentum et aurum“ zu vier Stimmen
  - „Ave ancilla Trinitatis“ zu drei Stimmen (= „Caecus non iudicat“, „Gaudent in caelis“, „Regali quem decet“)
  - „Ave ancilla Trinitatis“ zu vier Stimmen
  - „Ave Regina caelorum“ (I) zu vier Stimmen
  - „Ave Regina caelorum“ (II) zu vier Stimmen (zum Teil = „Sive vivamus, sive moriamur“)
  - „Ave sanctissima Maria“ zu vier Stimmen
  - „Christus surrexit“ zu sechs Stimmen
  - „Credidi, propter quod locutus sum“ zu vier Stimmen
  - „Cum esset desponsata mater“ zu vier Stimmen
  - „Defensor noster aspice“ zu vier Stimmen
  - „Ecce sacerdos magnus“ zu vier Stimmen
  - „Gaude Dei genitrix virgo“ zu vier Stimmen
  - „Gratias refero tibi Domine“ zu drei Stimmen
  - „Hodie Deus homo factus“ zu vier Stimmen (Fragment)
  - „Hodie scietis quia veniet“ zu fünf Stimmen (Fragment)
  - „In convertendo Dominus“ zu vier Stimmen
  - „Inviolata, integra et casta“ zu fünf Stimmen (Fragment)
  - „Ista est speciosa“ zu vier (?) Stimmen (Fragment, nur Superius und Bassus erhalten)
  - „Nil prosunt lacrimae“ zu vier Stimmen
  - „O decus ecclesiae“ zu fünf Stimmen
  - „O Maria, mater Christi“ zu vier Stimmen
  - „Optime … Divino pastor“ zu sechs Stimmen
  - „Oratio Jeremiae prophetae: Recordare“ zu vier Stimmen
  - „Parce Domine populo tuo“ zu vier Stimmen
  - „Prophetarum maxime“ zu vier Stimmen (wahrscheinlich Florenz zwischen 1484 und 1496)
  - „Quae est ista quae ascendit“ zu vier Stimmen
  - „Quem tremunt impia“ zu drei Stimmen
  - „Quid retribuam Domino… Credidi“ zu vier Stimmen
  - „Quid retribuam tibi, Leo“ zu drei Stimmen (1510 / 1517, Danksagung an Papst Leo X.)
  - „Quis dabit capiti meo aquam?“ zu vier Stimmen (= „Illumina oculos meos“)
  - „Quis dabit pacem populo“ zu vier Stimmen
  - „Recordare Jesu Christe“ zu fünf Stimmen
  - „Regina caeli laetare“ zu fünf Stimmen
  - „Rogamus te piissima virgo“ zu vier Stimmen (= „La mi la sol“)
  - „Sancta Maria Virgo“ zu vier Stimmen
  - „Sancti Spiritus assit nobis gratia“ (2. Teil: „Imperii proceres“) zu vier Stimmen (für den Reichstag zu Konstanz 1507)
  - „Sive vivamus, sive moriamur“ zu vier Stimmen (= Teil von „Ave regina caelorum“ II)
  - „Sub tuum praesidium“ zu vier Stimmen (= „Ricercare“, siehe Lied- und Instrumentalsätze)
  - „Sustinuimus pacem“ / „En l’ombre“ / „Une musque“ zu vier Stimmen
  - „Te mane laudum carmine“ zu vier Stimmen
  - „Tota pulchra es“ zu vier Stimmen
  - „Tristitia vestra vertatur“ zu drei Stimmen
  - „Virgo prudentissima“ zu sechs Stimmen (für den Reichstag zu Konstanz 1507, Text von Georg von Slatkonia)
  - textlose Stimme (Fragment)
- Weltliche Werke
  - Französische und flämische Titel
    - „Adieu fillette de regnon“ zu drei Stimmen (= „Non diva parens“, textlos)
    - „An buos“ (richtig: „Au bois“?) zu vier Stimmen
    - „Coment poit avoir joye“ (I)  zu drei Stimmen (= Messkontrafaktur „Et incarnatus“ der Missa „Coment poit“ zu vier Stimmen und „Et in Spiritum“ der Missa „Coment poit“ zu sechs Stimmen)
    - „Coment poit avoir joye“ (II) (= „Pleni“ der Missa „Coment poit“ zu vier Stimmen und „Patrem“ der Missa „Coment poit“ zu sechs Stimmen)
    - „De tous biens“ zu zwei Stimmen (= „Et qui la dira“)
    - „Et ie boi d’autant“ zu vier Stimmen
    - „Et qui la dira“ zu vier Stimmen
    - „Fille vous aves mal gardé“ zu vier Stimmen (= „Wie sol ich mich“ und „Ave sanctissima“)
    - „Graciensi plaisat“ (nur Arrangement für Tasteninstrument erhalten)
    - „Helas que devera mon cuer“ zu drei Stimmen
    - „J’ay pris amours“ zu drei Stimmen
    - „J’ay pris amours“ zu vier Stimmen (I)
    - „J’ay pris amours“ zu vier Stimmen (II)
    - „Je ne puis vivre“ zu vier Stimmen (= „Gaude, virgo“)
    - „Le serviteur“ zu drei Stimmen
    - „Maudit soit c’il qui trouva“ zu vier Stimmen
    - „Mon père m’a doné mari“ zu vier Stimmen
    - „O Venus bant“ zu drei Stimmen
    - „Par ung chies do cure“ zu vier Stimmen
    - „Par ung iour de matin’“ zu vier Stimmen (= „Hab mich lieb“)
    - „Pour vous plaisirs“ zu vier Stimmen (= „Parcere prostratis“)
    - „Serviteur suis“ zu drei Stimmen (= „Je suys malcontent“ und „Verum tamen universa“)
    - „Tartara“ zu drei Stimmen

  - Italienische Titel
    - „A la battaglia“ zu vier Stimmen (1485 – 1489)
    - „Corri fortuna“ zu vier Stimmen
    - „Donna di dentro“ / „Dammene un pocho“ / „Fortuna d’un gran tempo“ zu vier Stimmen
    - „Fammi una gratia, amore“ zu drei Stimmen
    - „Fortuna desperata“ zu drei Stimmen
    - „Fortuna desperata in mi“ (I) zu drei Stimmen
    - „Fortuna desperata in mi“ (II) zu vier Stimmen (= „Sanctus“)
    - „Hor’ e di maggio“ zu vier Stimmen
    - „La Martinella“ (I) zu drei Stimmen
    - „La Martinella“ (II) zu drei Stimmen
    - „La Morra“ („Dona gentile“) zu vier Stimmen
    - „La più vagha et più bella“ zu drei Stimmen
    - „La spagna“ zu zwei Stimmen (Messkontrafaktur „Qui tollis“ aus der Missa „La spagna“)
    - „La spagna“ zu drei Stimmen (Messkontrafaktur Agnus Dei II aus der Missa „La spagna“)
    - „Lasso, quel ch’altri fugge“ zu zwei Stimmen (Bassus nicht erhalten)
    - „Lieto et contento amore“ zu drei Stimmen
    - „Morte que fay?“ zu vier Stimmen
    - „Ne più bella di queste“ zu vier Stimmen (1485 / 1495)
    - „Palle, palle“ zu vier Stimmen (1485 / 1495) (= „Halleluja. Hodie Christus natus est“, „La bella“, „Capellae Leonis Papae“)
    - „Questo mostrarsi adirata“ zu drei Stimmen (Text: Angelo Poliziano; 1485 / 1495)
    - „Sempre giro piangendo“ zu drei Stimmen
    - „Un di lieto giamai“ zu drei Stimmen (Text: Lorenzo de Medici, 1485 / 1495)

  - Deutsche Titel
    - „Ach hertzigs K.“ zu vier Stimmen
    - „Ach, was will doch mein Hertz“ zu vier Stimmen
    - „Bruder Conrat“ zu vier Stimmen (= Kontrafaktur „Agnus III“ der Missa carminum)
    - „Der Hundt“ zu drei Stimmen
    - „Der Welte Fundt“ zu vier Stimmen
    - „Ein fröhlich wesen“ zu drei/vier Stimmen
    - „Erkennen thu mein traurigs Gmüt“ zu vier Stimmen
    - „Es het ein Baur ein Töchterlein“ zu vier Stimmen
    - „Es wolt ein Meydlein grasen gan“ zu vier Stimmen (= „Dich Mutter Gottes“)
    - „Freundtlich und milt“ zu vier Stimmen
    - „Greiner, zancker, schnöpffitzer“ zu vier Stimmen
    - „Ich stund an einem Morgen“ zu vier Stimmen
    - „In Gottes Namen faren wir“ (I) zu vier Stimmen
    - „In minem Sinn“ zu drei Stimmen
    - „In minem Sinn“ zu vier Stimmen (I)
    - „In minem Sinn“ zu vier Stimmen (II)
    - „Insprugk, ich muss dich lassen“ zu vier gleichen Stimmen (Fassung A, Tenorlied, auch als Kontrafaktur „Christe II“ aus der Missa carminum)
    - „Insprugk, ich muss dich lassen“ zu vier Stimmen (Fassung B, Diskantlied)
    - „Kein Frewd hab ich“ zu vier Stimmen
    - „Las Rauschen“ zu vier Stimmen
    - „Maria Junckfrow hoch gebor’n“ zu vier Stimmen
    - „Mein Freud allein“ zu vier Stimmen
    - „Mein Mütterlein“ zu vier Stimmen
    - „O weiblich Art“ („Ach weiplich Art“) zu vier Stimmen
    - „O werdes Glück“ zu vier Stimmen
    - „Suesser Vatter, Herre Gott“ zu drei Stimmen
    - „Suesser Vatter“ zu vier Stimmen (= Decem praecepta, die zehn Gebot)
    - „Wann ich des Morgens frü aufstehe“ zu vier Stimmen
    - „Was frewet mich“ zu vier Stimmen
    - „Wohlauff, gut Gsell“ zu drei Stimmen (= Messkontrafaktur „Qui tollis“ der Missa „Coment poit“, zu vier und sechs Stimmen)
    - „Zart liepste Frucht“ zu vier Stimmen
    - „Zwischen Perg und tieffe Tal“ zu vier Stimmen

  - Weltliche lateinische Titel (Stimmenzahl in der Quelle nicht angegeben)
    - „Nil prosunt lacrimae“
    - „Quis dabit capiti meo aquam“ (Klage auf Lorenzo de Medicis Tod 1492 von Angelo Poliziano)
    - „Quis dabit pacem“ (Klage auf Lorenzo de Medicis Tod 1492, basierend auf Senecas Hercules Oetaeus (um 1514–45; 1580–86))

  - Ohne Text oder Sprache ungewiss
    - „Benedictus“ zu drei / vier Stimmen
    - „Carmen in fa“ zu vier Stimmen (= „Pleni“ der Missa „Lalahe“)
    - „Erst wais ich“ zu drei Stimmen
    - „Gratias accepistis“ zu vier Stimmen (= „Thysis“, „Alleluya“, 3. Teil des „Salve regina“ zu vier Stimmen)
    - „La la hö hö“ zu vier Stimmen (= Gloria der Missa „Lalahe“)
    - „La mi la sol“ (= „Rogamus te piissima virgo“ und Messkontrafaktur des Credo der Missa „O praeclara“), 1502 als Probestück für Ercole I. d’Este von Ferrara
    - „Mi mi“ zu drei Stimmen
    - „Sanctus“ zu vier Stimmen der Missa paschalis
    - Sechs textlose dreistimmige und zwei textlose vierstimmige Carmina
    - „Vous marches du bout“ zu vier Stimmen

  - Verlorene Werke
    - „Berricuocoli, donne“ zu drei Stimmen
    - „Che fai tu, Eco“
    - Missa „Je ne fays“
    - Missa „Pange lingua“
    - „Vieni a me, peccatore“
- Zweifelhafte und Isaac irrtümlich zugewiesene Werke
  - Messen
    - Missa de beata virgine zu drei Stimmen, von Ludwig Senfl?
    - Missa de beata virgine zu vier Stimmen (Sanctus und Agnus Dei zweifelhaft)
    - Missa carminum zu vier Stimmen (nach 1496)
    - Missa „J’ay pris amours“ zu vier Stimmen (= Missa Geger)
    - Missa „Lalahe“ zu vier Stimmen (Gloria und „Pleni“ echt)
    - Missa „O Osterreich“ zu vier Stimmen
    - Missa paschalis zu drei Stimmen
    - Missa „Rosina“ zu vier (?) Stimmen (Fragment)
    - Missa sine nomine zu vier Stimmen (Fragment)
    - Missa solemnis zu vier Stimmen (Fragment)
    - Missa solemnis zu drei Stimmen
    - Missa summa zu drei Stimmen

  - Motetten
    - „Benedic Anima mea Domino“ zu vier Stimmen, von Eustachius de Monte Regali?
    - „Deo Patri sit gloria“ zu vier Stimmen, von Thomas Stoltzer?
    - „Dies est laetitiae“ zu vier Stimmen
    - „Discubuit Jesus“ zu vier Stimmen (Fragment, Altus fehlt)
    - „Erubescat Judaeus“ zu fünf Stimmen, von Ludwig Senfl
    - „En l’ombre“ („Il n’est plaisir“)
    - „Fortuna desperata“ zu fünf Stimmen (= „Sancte Petre“)
    - „Gentile Spiritus“ zu drei Stimmen
    - „Illumina oculos meos“ zu drei Stimmen
    - „Judaea et Jerusalem“ zu vier Stimmen, von Jacob Obrecht
    - „Nisi tu Domine“ zu vier Stimmen, Isaacs Autorschaft unsicher
    - „O sacrum convivium“ zu sechs Stimmen, Isaacs Autorschaft unsicher
    - „Qui paraclitus diceris“ zu sechs Stimmen, von Adam Rener?
    - „Regnum mundi“ zu drei Stimmen
    - „Salve Regina Misericordiae“ (III) zu vier Stimmen
    - „Salve Regina Misericordiae“ (IV) zu vier Stimmen, von „Ar. fer.“, wohl nicht mit Isaac identisch
    - „Salve virgo sanctissima“ zu vier Stimmen
    - „Spiritus Domini replevit“ zu vier Stimmen, von Jean Mouton
    - „Spiritus Sanctus in te“ zu sechs Stimmen, von Ludwig Senfl
    - „Tulerunt Dominum meum“ zu vier Stimmen, von Michele Pesenti oder von Josquin?
    - „Veni Sancte Spiritus, reple“ zu vier Stimmen
    - „Verbum caro factum est“ zu vier Stimmen
    - „Virgo prudentissima“ zu vier Stimmen (II), von  Josquin?

  - Lied- und Instrumentalsätze
    - „Adieu mes amours“ zu vier Stimmen, von Josquin
    - „Ami souffre“ zu drei Stimmen, von Pierre Moulu oder von Claudin de Sermisy?
    - Carmen zu drei Stimmen (= „Erst wais ich“), von Paul Hofhaimer
    - Carmen zu vier Stimmen (= „Mag.e Olimpi“; „Vous marchez du bout“), von Antoine Busnois?
    - „Christ ist erstanden“ zu vier Stimmen, von Thomas Stoltzer?
    - „Die brünnlein die da fliessen“ zu drei Stimmen, von Paul Hofhaimer
    - „Digau alez donzelles“ (= „Pour vostre amour“), von Antoine Brumel?
    - „Ein fröhlich wesen“ zu drei/vier Stimmen, von Jacques Barbireau
    - „Erst wais ich“ (Carmen) zu drei Stimmen, von Paul Hofhaimer?
    - „Frater Conradus“ zu vier Stimmen, Tabulatur (= Agnus III, Missa carminum)
    - „Helogierons nous“ zu vier Stimmen, von Alexander Agricola?
    - „Kein Ding auf Erd“ (I) zu vier Stimmen, von Wolfgang Grefinger?
    - „La stanghetta“ zu drei Stimmen (= „Ortus de coelo“), wohl von Gaspar van Weerbeke oder Jacob Obrecht?
    - „Les biens d’amore“ zu drei Stimmen, von Johannes Martini
    - „Morte che fay“ zu drei/vier Stimmen
    - „Pour mieux valoir“ zu drei Stimmen (= „Come hier“), von Rubinet
    - „Pover me mischin dolente“ zu vier Stimmen, wohl von Bernhard Ycart
    - „Que vous madame / In pace idipsum“ zu drei Stimmen, von Josquin oder Alexander Agricola?
    - „Sans avoir“ zu drei Stimmen (= „Malagrota“), von Antoine Busnois?
    - „Se io te o data l’anima e’l core“ zu vier Stimmen, wohl von Bernhard Ycart
    - „Si dedero“ zu drei Stimmen, von Alexander Agricola
    - „Si dormiero“ zu drei Stimmen, von Alexander Agricola oder Pierre de la Rue oder Heinrich Finck?
    - „Tmeiskin was iunch“ zu vier Stimmen, von Jean Japart oder Jacob Obrecht?
    - „Vergangen ist mir Glück und Heyl“ zu vier Stimmen, mit zweitem Teil „Beclag dich nit so hertzigklich“ zu vier Stimmen (zwei selbständige Sätze), von Jacob Hagenbach?
    - Textloser Satz zu vier Stimmen, wohl von Bernhard Ycart